# Погостище (Дедовичский район)
Пого́стище — деревня в Дедовичском районе Псковской области России. Административный центр Вязьевской волости.
Расположена в центре района, в 3 км к северо-западу от райцентра посёлка Дедовичи, на берегу реки Шелонь.

## Население
| 2001 | 2002 | 2010 |
| ---- | ---- | ---- |
| 193  | ↘188 | ↗193 |

Численность населения деревни по оценке на начало 2001 года составляла 193 жителя.

## История
С 30 января 1997 года до 1 января 2006 года деревня была административным центром Погостищенской волости, упразднённой в пользу Вязьевской волости.
Законом Псковской области от 30 марта 2015 года в деревню Погостище из деревни Вязье был перенесён центр Вязьевской волости.